# Trisul
Le Trisul (त्रिशूल en hindi) est un haut sommet de l'Himalaya culminant à 7 120 m d'altitude dans le district de Chamoli (région du Garhwal dans l'État d'Uttarakhand) au Nord de l'Inde. En 1907, il a été le premier sommet de plus de 7 000 m à être gravi.

## Toponymie
Sa dénomination fait référence au trident (त्रिशूल (triśūla) en sanskrit), qui est l'arme de Shiva. Les trois pointes du trident correspondent à ses trois sommets.

## Géographie
Le groupe montagneux du Trisul forme la limite sud-ouest d'un chaînon de pics entourant le sanctuaire du parc national de Nanda Devi dont l'accès est interdit depuis 1983 aux expéditions alpines. Du nord au sud, il est composé de trois sommets formant un chaînon montagneux :
- Trisul I : 7 120 m ;
- Trisul II : 6 690 m ;
- Trisul III : 6 007 m.

Au niveau géologique, le Trisul est constitué de gneiss dont sont également constitués la Nanda Devi, le Mana et d'autres grands sommets de la région.

## Premières ascensions
Le 12 juin 1907, le Trisul I est gravi par Tom Longstaff, ses guides de Courmayeur, Alexis Brocherel et Henri Brocherel et le Gurkha Kharbir. La voie d'ascension emprunte le versant nord-est et le glacier de Rishi.
En 1960, les Trisul II et III sont conquis pour la première fois par une expédition yougoslave composée de Stane Kersnik, Ante Mahkota, Ciril Debeljak, Marjan Kersic et Aleš Kunaver. Le 5 juin 1960, Ante Makhota et Aleš Kunaver gravissent le Trisul II par le glacier Bidalgwar et la face est permettant d'atteindre le col entre le Trisul II et le Trisul III. Le 7 juin 1960, le Trisul III est gravi par son arête nord.
En 1987, une nouvelle expédition yougoslave menée par Vidmar Lado et composée de Vanja Matijevec, Slavko Frantar, Janez Kastelec, Vlasta Kunaver et Sandi Marincic a escaladé le Trisul I par sa face ouest (voie Aleš Kunaver Memorial). Ils ont aussi gravi les Trisul II et III, réalisant la première traversée de tous les sommets du Trisul.